# Perisama oppeliana
Perisama oppeliana är en fjärilsart som beskrevs av Prüffer 1922. Perisama oppeliana ingår i släktet Perisama och familjen praktfjärilar. Inga underarter finns listade i Catalogue of Life.